# Hrabia Wilton

## Informacje ogólne
- Dodatkowymi tytułami hrabiego Wilton są:
  - wicehrabia Grey de Wilton
  - baron Grey de Wilton
- Najstarszy syn hrabiego Wilton nosi tytuł wicehrabiego Grey de Wilton

Hrabiowie Wilton 1. kreacji (parostwo Zjednoczonego Królestwa)
- 1801–1814: Thomas Egerton, 1. hrabia Wilton
- 1814–1882: Thomas Egerton, 2. hrabia Wilton
- 1882–1885: Arthur Edward Holland Grey Egerton, 3. hrabia Wilton
- 1885–1898: Seymour John Grey Egerton, 4. hrabia Wilton
- 1898–1915: Arthur George Egerton, 5. hrabia Wilton
- 1915–1927: Seymour Edward Frederick Egerton, 6. hrabia Wilton
- 1927–1999: Seymour William Arthur John Egerton, 7. hrabia Wilton
- 1999 -: Francis Egerton Grosvenor, 8. hrabia Wilton

Następca 8. hrabiego Wilton: Julian Francis Martin Grosvenor, wicehrabia Grey de Wilton